# Boyle (Mississippi)
Pour les articles homonymes, voir Boyle.
La ville américaine de Boyle est située dans le comté de Bolivar, dans l’État du Mississippi. Lors du recensement de 2000, sa population s’élevait à 720 habitants.

## Source
- (en) Cet article est partiellement ou en totalité issu de l’article de Wikipédia en anglais intitulé « Boyle, Mississippi » (voir la liste des auteurs).